# Oxymacaria ekeikei
Oxymacaria ekeikei là một loài bướm đêm trong họ Geometridae.